# Clone CD
Clone CD — проста у застосуванні програма для створення копій будь-яких CD, у тому числі захищених від копіювання. Допускається пряме копіювання, а також робота з образами дисків (створення і запис). Підтримуються передвстановлені профілі (опції для копіювання різних типів CD). Є функція автоматичного оновлення.